# Prix Ambassadeur de la conscience
prix Ambassadeur de la Conscience est le plus prestigieux des prix des droits de l'homme décerné par Amnesty International. Il rend hommage aux personnes et aux groupes qui ont fait avancer la cause des droits de l'homme en montrant un courage exceptionnel, face à l'injustice et qui ont utilisé leurs talents pour inspirer les autres.
Il vise également à créer le débat, encourager l'action publique et rendre plus connues des histoires inspirantes et les atteintes aux droits de l'homme.

## Récipiendaires
- 2019 : Greta Thunberg, jeune militante suédoise pour le climat et le mouvement Fridays for Future qu'elle a initié[1].
- 2018 : Colin Kaepernick, joueur américain de football américain qui s'agenouille pendant l'hymne national américain afin de protester contre le racisme aux États-Unis et les violences policières envers les minorités[2],[3].
- 2017 : Alicia Keys, musicienne et militante américaine ; Cindy Blackstock (en), Widia Larivière, Melissa Mollen Dupuis, Melanie Morisson, Diem Saunders et le sénateur Murray Sinclair, défenseures et défenseur des droits humains faisant partie du  mouvement des droits des autochtones du Canada[4]
- 2016 : Angélique Kidjo, chanteur-compositeur-interprète béninoise ; la Lutte pour le changement (Lucha), un mouvement de jeunesse organisant des manifestations pacifiques dans la ville de Goma (République démocratique du Congo) ; Le Balai citoyen, mouvement politique de terrain au Burkina Faso ; Y'en a Marre, un groupe de rappeurs et journalistes sénégalais[5].
- 2015 : Joan Baez, chanteur-compositeur-interprète folk et militante américaine, ; Ai Weiwei, artiste contemporain et militant chinois
- 2013 : Malala Yousafzai, écolière, blogueuse, militante pakistanaise pour les droits des femmes ; Harry Belafonte, chanteur américain, militant pour la justice sociale et les droits humains
- 2009 : Aung San Suu Kyi, chef de file de la Ligue Nationale pour la Démocratie birmane. Ce prix lui est retiré en novembre 2018 en raison du fait qu'elle a « choisi d'ignorer et d'excuser la violente répression et les crimes contre l'humanité commis par l'armée contre les Rohingyas et les minorités dans l'État kachin et le nord de l'État chan », du fait que les lois répressives qui existaient dans le pays durant son emprisonnement n'aient pas été abrogées ainsi que des « discours de haine qu’a tenus [son] gouvernement à l’égard des minorités » dans le cadre du Conflit dans l'État d'Arakan[6],[7].
- 2008 : Peter Gabriel, musicien et activiste humanitaire
- 2006 : Nelson Mandela, ancien président de l'Afrique du Sud
- 2005 : le groupe de rock irlandais U2 et leur manager Paul McGuinness
- 2004 : Mary Robinson, ancienne Présidente d'Irlande et Haut Commissaire des nations UNIES aux Droits de l'Homme ; Hilda Morales Trujillo, militante guatémaltèque des droits de la femme
- 2003 : Václav Havel, ancien Président de la République tchèque